# Contea di Wushan
La contea di Wushan (武山县S, Wǔshān XiànP) è una contea della Cina, situata nella provincia del Gansu.